# ヴェネツィアン・グラス

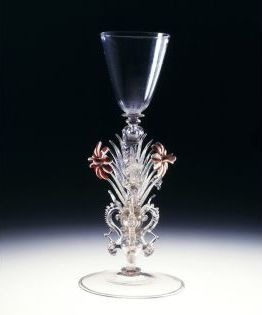
ゴブレット (1675-1725年) ヴェネツィア・ヴィクトリア&アルバート博物館 no. 108-1853

ベネチアン・グラスまたはヴェネツィアン・グラス（英語: Venetian glass; ヴィニーシャン・グラス、イタリア語: vetro di Murano; ヴェートロ・ディ・ムラーノ 「ムラーノ島のガラス」）は、イタリア北東部ヴェネト州の州都・ヴェネツィアで作られるガラス工芸品の地域ブランドである。

## 概要
ベネチアン・グラスは鉛を含まないソーダ石灰を使用する事が特徴で、コバルトやマンガンなどの鉱物を混ぜることで様々な色合いを表現することが出来る。
混ぜた鉱物により硬度が変化し、赤色のものが最も硬度が高い。
高い装飾性も特徴である。基本的な製法はソーダガラスを使用した吹きガラスであるが、空中で吹くことにより極薄に吹き上げる技法や、グラスを細く引き伸ばしそこに竜や花や鳥などをモチーフにした複雑な装飾を施すなど、「軽業師の妙技」と呼ばれる高度なテクニックが用いられる。
昔は、極限まで薄く吹いたガラスを割り、カーニバルの行列で紙ふぶきの代用としてばら撒いた時代があった。
他の例にもれず、熟練した職人はマエストロと呼ばれる。

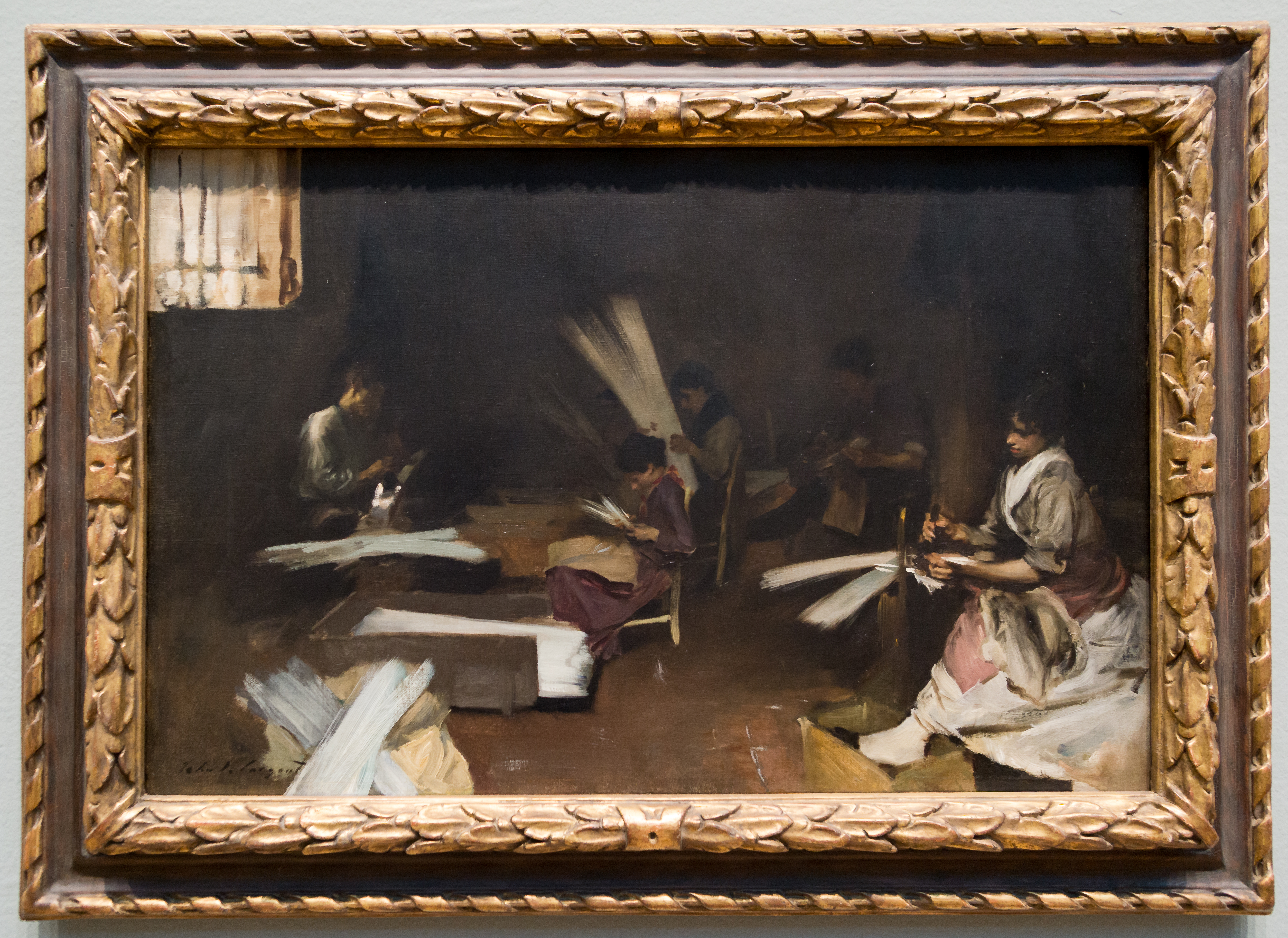
「ヴェネツィアングラス職人」ジョン・シンガー・サージェント1880年

## 歴史

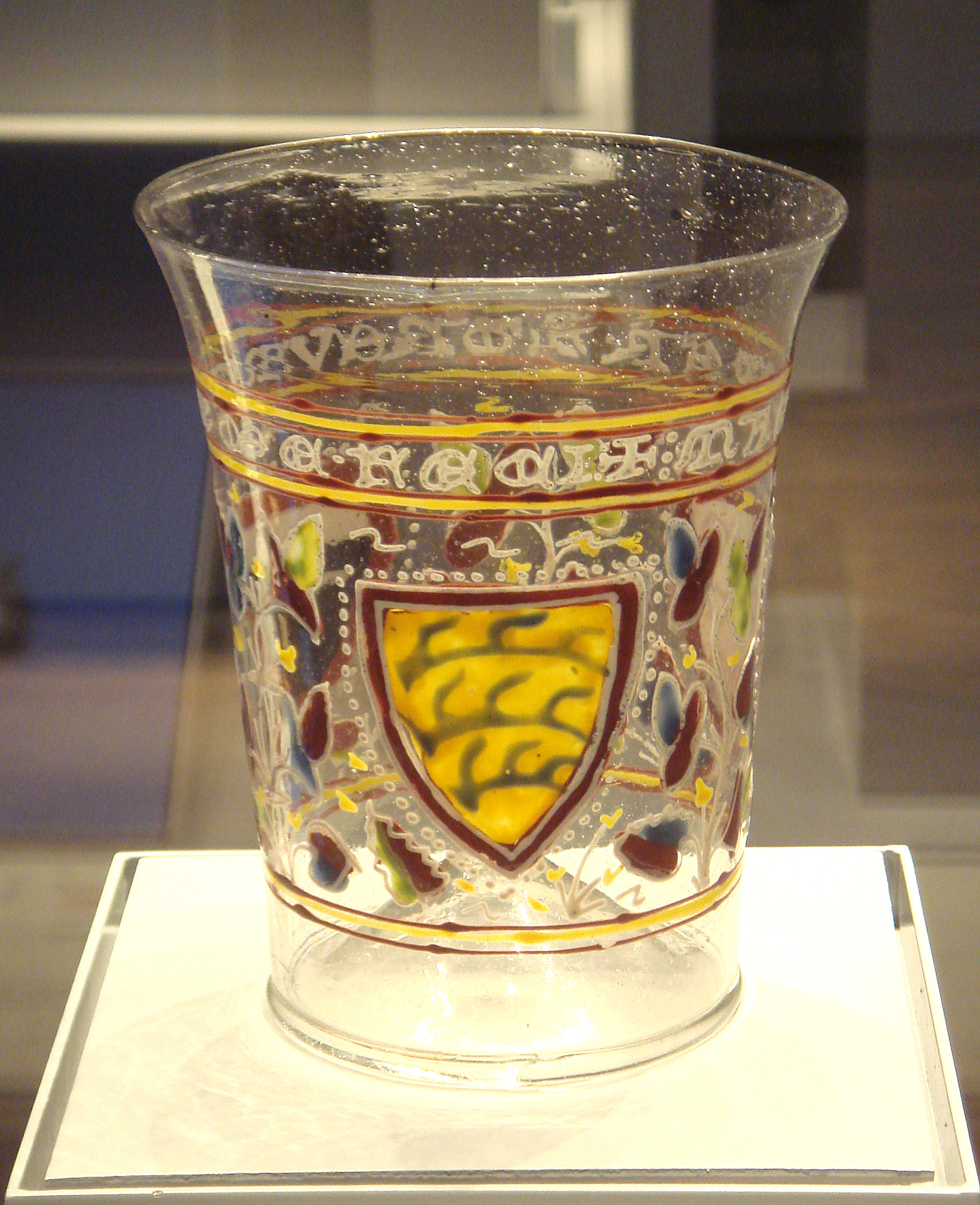
イスラム技術と様式に由来するエナメル装飾を施されたベネチアン・グラスのAldrevandini beaker (1330年頃)

ベネチアン・グラスの発祥は、13世紀中世ヴェネツィア共和国が東方諸国のすぐれた産物をヨーロッパ諸国に独自供給し東西貿易の中心地となる中で、その中でも最も珍重されていたガラス製品を自国で生産すれば多大な利益を得ることが出来ると考えガラス製造に乗り出したことに始まる、とする見解もある。しかしトルチェッロ島からは7世紀ないし8世紀のガラス工房跡やガラスが発見されているし、文献上も10世紀末にはガラス製造のことが登場する。ベネチアン・グラスの正確な起源は謎に包まれている。
ヴェネツィア共和国は当時最も進んだ技術を持っていたアンティオキアと協定を結び、原料や燃料さらにはガラス職人までをもヴェネツィアに移した。これによりローマ帝国－イスラム時代から発展してきたガラス技術を取り入れ、応用することでベネチアン・グラスの技術は発展を遂げていった。
しかし元々原材料や燃料を自国で産出できない土地柄であるヴェネツィア共和国は、ベネチアン・グラスの技術が原材料の豊富な国々に漏れコピー製品が作られることを恐れたため強力な保護政策を取った。
1291年には全てのグラス工房のムラーノ島への強制移住を決定。グラス職人やその家族・販売者を島に住まわせ、島外に逃げる者は厳しく罰し功績を挙げたものには手厚い褒賞を与えるという法令を発令した。この政策には、火事を防ぐためという名目もあった。
これにより狭い島の中に工房が密集したため技術の切磋琢磨が進みグラステーブルやシャンデリア、鏡など様々な名品が作られた。

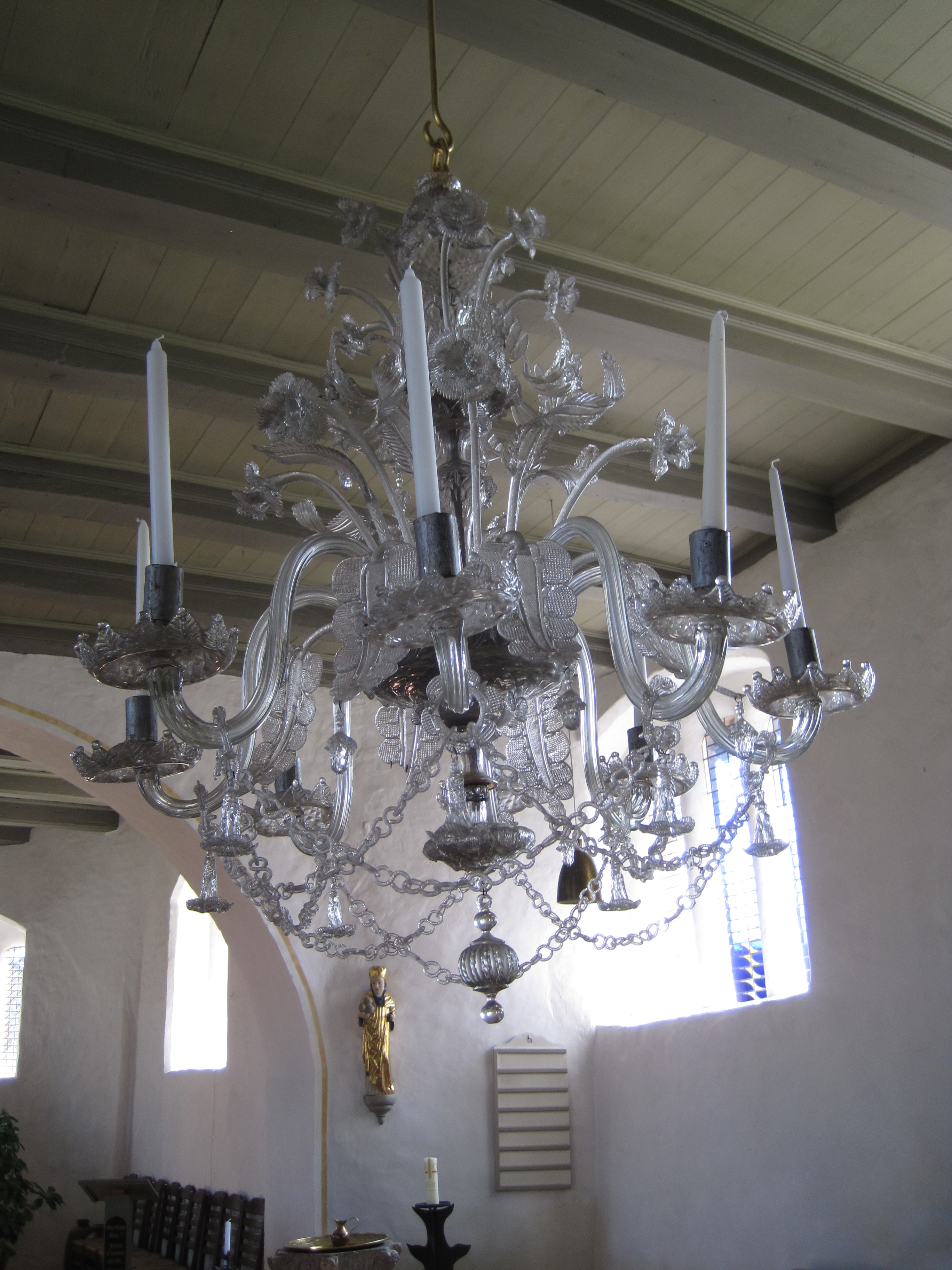
シャンデリア

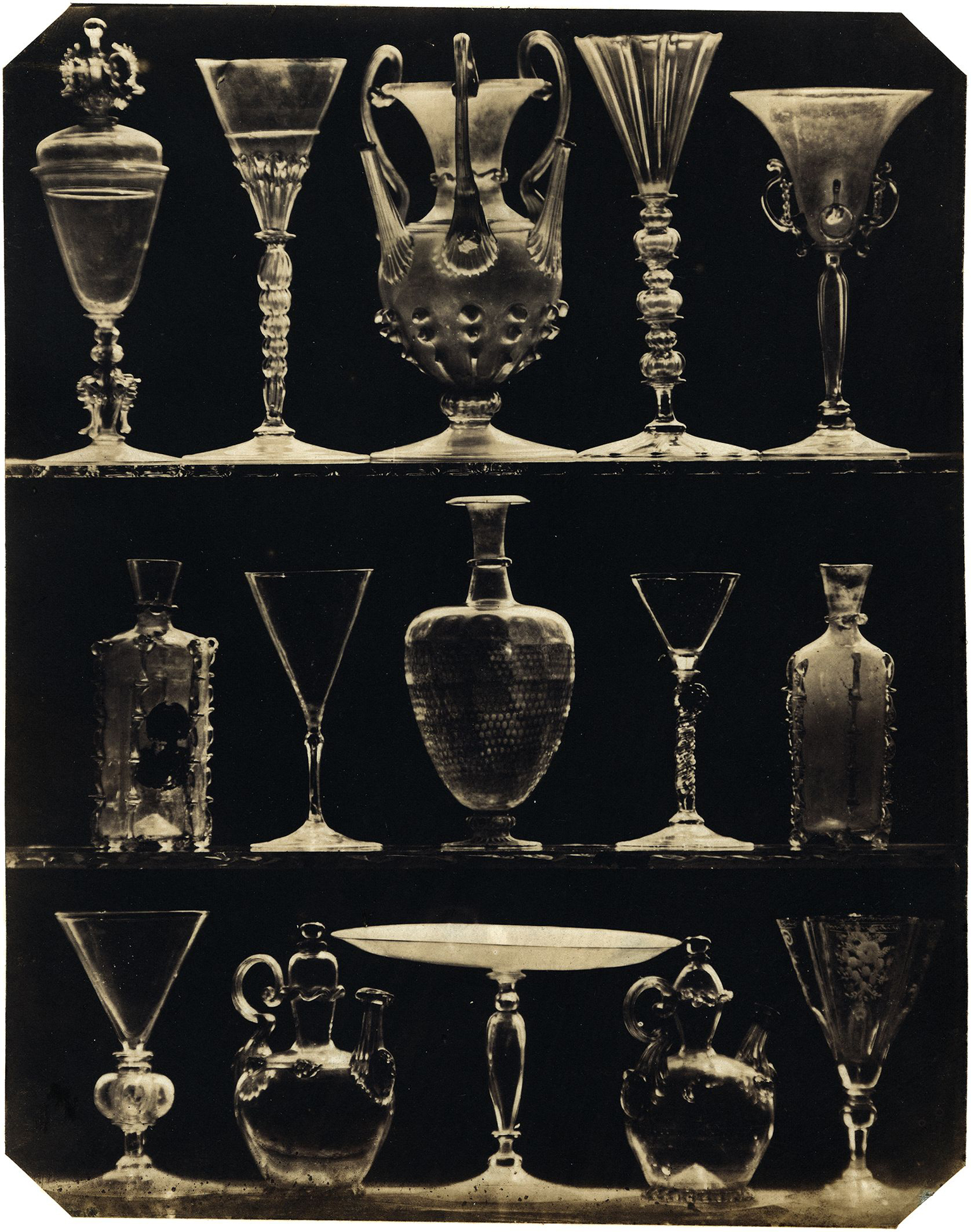
様々なグラス

一方でこのような厳しい保護政策の下でも逃げ出す職人はおり、各地に散らばりガラス技術を伝えた。このような職人達の教えにより他の地方で作られたヴェネツィア様式のグラスをファソン・ド・ヴニーズ（フランス語: façon de Venise／ヴェネツィア技法）と呼ぶ。
ルネサンス期の15世紀～16世紀にはその繁栄は頂点に達した。
ヴェルサイユ宮殿の「鏡の間」はムラーノ島から連れ出された12人の職人が作成したと言われている。
この時代に一番力を注いだ技法がエナメル装飾で、貴族達は華麗な絵付けの施されたガラス製品を競うように買い求め、エナメル絵付けの施されたガラス製品を持つことがひとつの社会的ステータスとなった。
またこの時代にソーダガラスに消色剤を加え透明度の高い無色透明のガラス（クリスタッロ）の製法が確立された。これは他国には無い技術であり、王侯貴族の間で高く取引された（その精巧な技術による薄さは毒を入れると割れるという噂も手伝って王侯貴族の間で取引されたとも言われる）。成形前のガラスの塊を冷却水につけて模様を生じさせるアイス・ガラス（ア・ギアッチョ）もこの時期に開発された。レース・ガラスの発明もこの頃で、以降のベネチアン・グラスの代表的な装飾技法となった。ただし、この時期はガラス職人が法の網の目をかいくぐって海外に流出した時期でもある。これによってベネチアン・グラスの技法と様式が海外に広められたとも言える。
17世紀・18世紀には、ヴェネツィア風のガラス製品がヨーロッパ中で大流行した。
現在でもムラーノ島では多くの工房が軒を連ね、豊かな伝統技術を親から子へと受け継いでいる。